# Байкалско
Байкалско (болг. Байкалско) — село в Болгарии. Находится в Перникской области, входит в общину Радомир. Население составляет 62 человека.

## Политическая ситуация
Байкалско подчиняется непосредственно общине и не имеет своего кмета.
Кмет (мэр) общины Радомир — Красимир Светозаров Борисов (Болгарская социалистическая партия (БСП)) по результатам выборов.